# Radoslav Rotković
Radoslav Rotković (crnogorski: Радослав Ротковић; Mojdež kod Herceg Novog, 30. svibnja 1928. – Risan, 8. rujna 2013., Herceg Novi), bio je crnogorski povjesničar, filolog, povjesničar crnogorske književnosti, akademik DANU.  

## Životopis
Radoslav Rotković rodio se je u Mojdežu kod Herceg Novoga, 1928. godine. Osnovnoškolsko obrazovanje stekao je u rodnome mjestu. Nakon toga polazio je gimnaziju koju je završio u Kotoru. Diplomirao je na Filozofskom fakultetu u Zagrebu 1953. godine, a također i na Fakultetu političkih znanosti Sveučilišta u Beogradu 1974. godine. Doktorirao je 1979. godine na zagrebačkom sveučilištu s doktorskom disertacijom Bokokotorska crkvena prikazanja (XVII–XVIII stoljeće).
Bio je ravnateljem Odjela za društvene znanosti Leksikografskog zavoda Crne Gore, sve do njegova ukinuća 1990. godine.
U razdoblju od 1992. do 1998. godine bio je zastupnik LSCG u crnogorskom parlamentu.
Bio je članom DANU.
Bio je članom uredništva i suradnikom časopisa Lingua Montenegrina.
Umro je u Risnu, 8. rujna 2013. godine. Pokopan je 10. rujna 2013. godine na hercegnovskom groblju Topla.

## Priznanja
- 2010.: Dobitnik je Trinaestojulske nagrade, najvećeg crnogorskog nacionalnog priznanja.

### Djela
- Crnogorsko književno nasljeđe, 1976.
- Pregled crnogorske književnosti od najstarijih vremena do 1918. godine, 1979.
- Tragajući za Ljubišom, 1982.
- Sazdanje Cetinja, izvori i legende, 1984.
- Savremena drama i pozorište u Crnoj Gori, (prir. Radoslav Rotković i Sreten Perović), 1987.
- Odakle su došli preci Crnogoraca, 1995.
- Kratka iliustrovana istorija crnogorskog naroda, 1996.
- Crna Gora i Dušanovo carstvo, 1997.
- Kraljevina Vojislavljevića, zbornik izvora i legendi, 1999.
- Oblici i dometi bokokotorskih prikazanja, 2000.
- Bitka na Vučjem dolu, 2000.
- Velika zavjera protiv Crne Gore, 2001.
- Ilustrovana istorija crnogorskog naroda (prerađena izdanja, 2005. i 2006.)
- Storia del Montenegro, (na talijanskom jeziku)
- Jezikoslovne studije, 2010.
- Teatar bez kuće, 2011.[1]
- Njegoš i Hrvati: povodom 200 godina rođenja Petra II Petrovića Njegoša, 2011. (urednici: Radoslav Rotković i Jelena Đurović)[3]
- Istorija crnogorske književnosti, tom 2, Od početka pismenosti do 1852., 2012.
- Tako je govorio Rotković, 2013. (prir. Čedomir Bogićević)

## Vanjske poveznice
- Čedomir Drašković, Metodološki putokaz u sopstvenu budućnost (O Radoslavu Rotkoviću), Pobjeda, 26. veljače 2011. (u međumrežnoj pismohrani archive.is 3. srpnja 2013.) (crnog.)
- Teatar bez kuće, vijece-crnogoraca-zagreb.hr (crnog.)